# Morris Motor Company

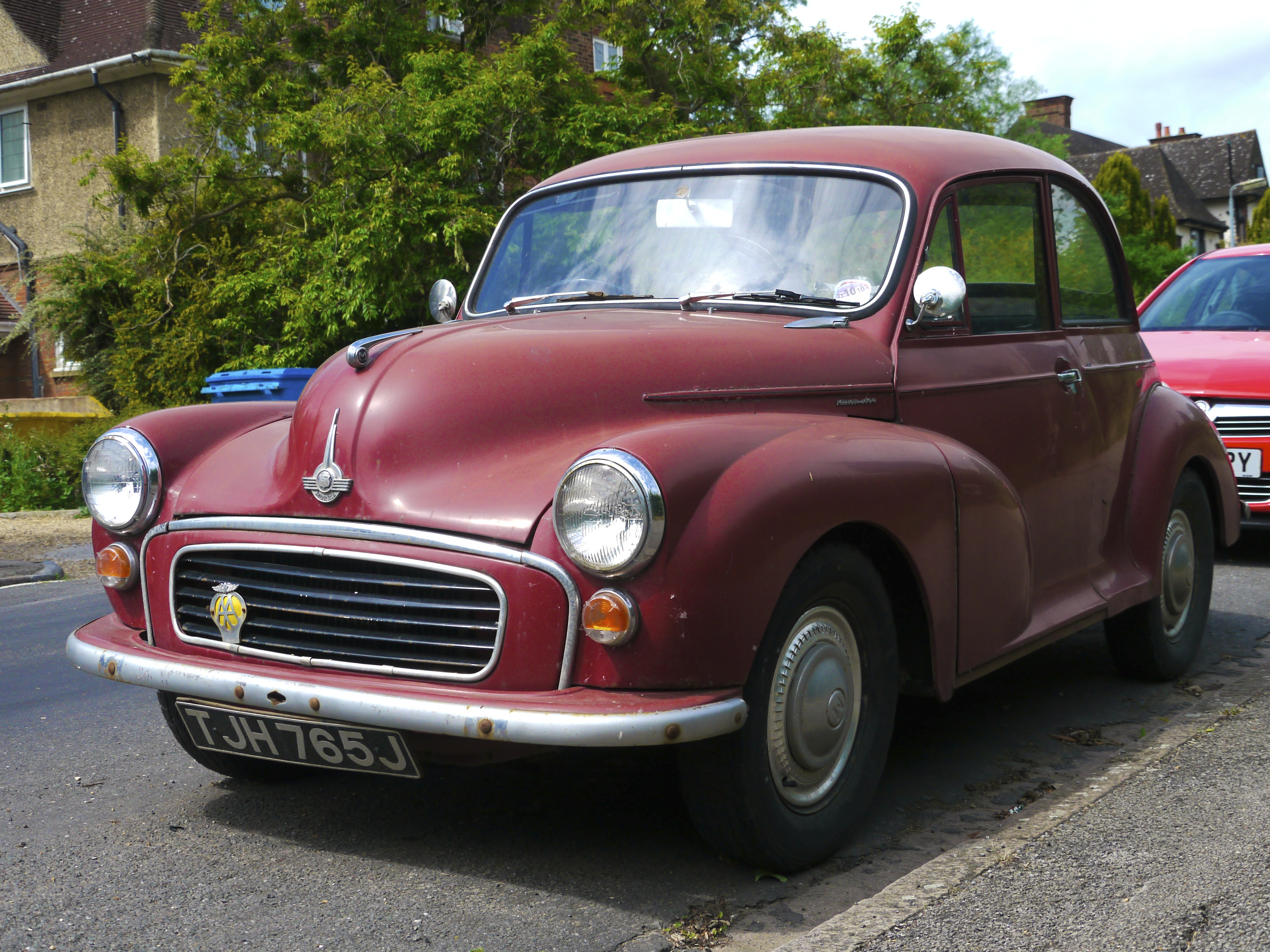
Morris Minor

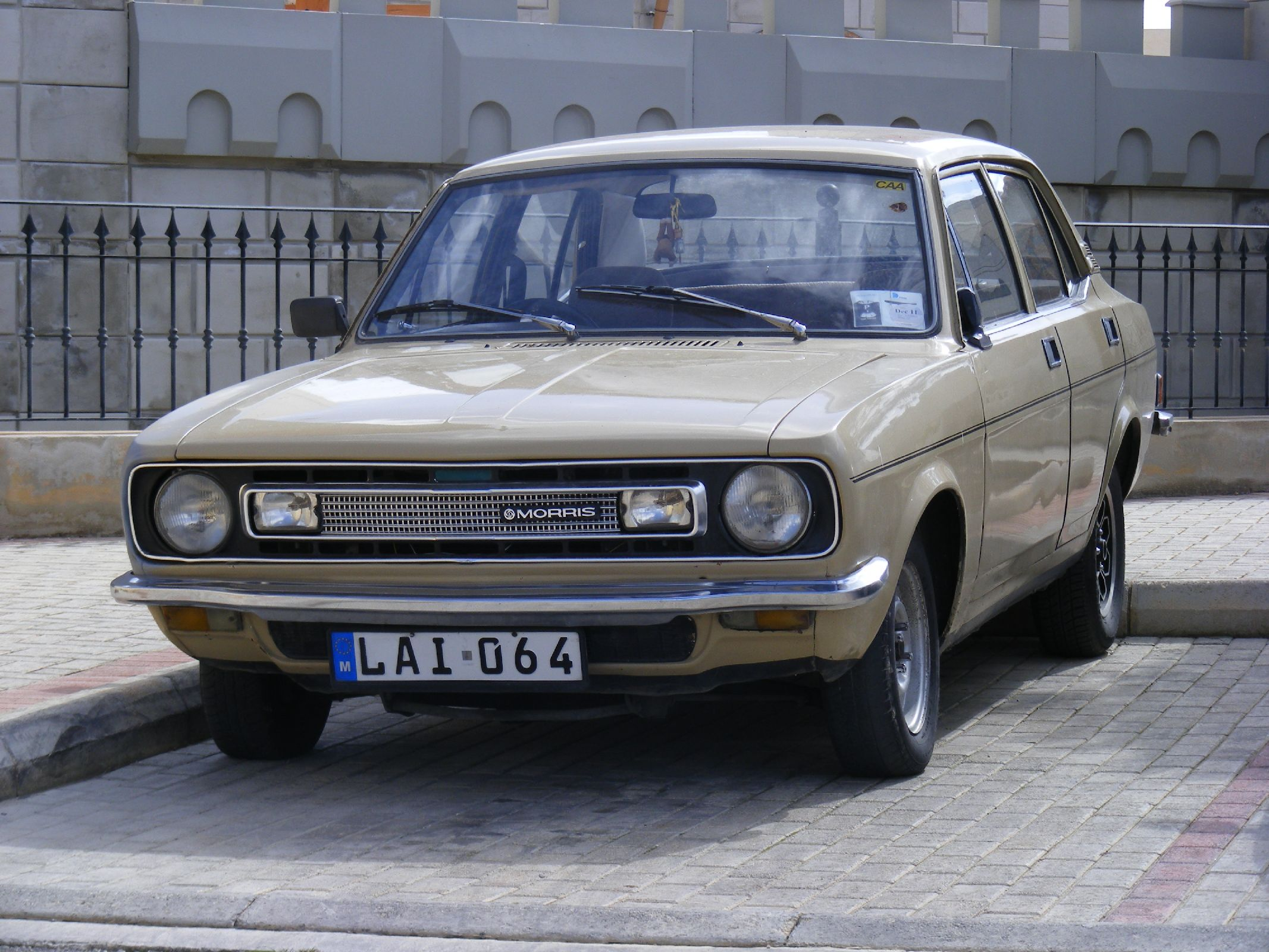
Morris Marina

Morris Motor Company – brytyjskie przedsiębiorstwo branży motoryzacyjnej, zajmujące się produkcją samochodów osobowych, założone w 1912 roku w Cowley, w pobliżu Oksfordu przez Williama Morrisa.
Pierwszym produkowanym tam samochodem był Morris Oxford. W latach 20. rozpoczęto produkcję sportowych samochodów MG (skrót od Morris Garages), a w 1949 roku aut Morris Minor. W 1959 Morris zaczął wytwarzać jeden z popularniejszych angielskich samochodów – Mini.
W latach 50., po fuzji z przedsiębiorstwem Austin Motor Company, została utworzona British Motor Corporation, wchłonięta w 1968 roku przez British Leyland.

## Modele samochodów
- 1913–1926 - Morris Oxford (Bullnose)
- 1915–1935 - Morris Cowley(inne języki)
- 1920–1929 - Morris Six
- 1926–1935 - Morris Oxford
- 1928–1932 - Morris Minor
- 1931–1933 - Morris Major
- 1929–1935 - Morris Isis(inne języki)
- 1933–1939 - Morris Twenty-One/Twenty-Five
- 1935–1939 - Morris Twelve
- 1935–1939 - Morris Fourteen
- 1935–1948 - Morris Eight(inne języki)
- 1933–1948 - Morris Ten(inne języki)
- 1948–1952 - Morris Minor MM
- 1952–1956 - Morris Minor
- 1955–1971 - Morris Minor 1000
- 1948–1954 - Morris Oxford MO
- 1948–1953 - Morris Six MS(inne języki)
- 1954–1971 - Morris Oxford II / III / IV / V / VI
- 1954–1959 - Morris Cowley(inne języki)
- 1955–1958 - Morris Isis(inne języki)
- 1957–1960 - Morris Marshal (BMC Australia)
- 1958–1964 - Morris Major (BMC Australia)
- 1959–1969 - Morris Mini Minor
- 1964–1968 - Morris Mini Moke (Wielka Brytania)
- 1966–1973 - Morris Mini Moke (Australia)
- 1962–1971 - Morris 1100
- 1967–1971 - Morris 1300
- 1969–1972 - Morris 1500 (Australia)
- 1966–1975 - Morris 1800
- 1972–1975 - Morris 2200
- 1969–1972 - Morris Nomad(inne języki) (Australia)
- 1971–1980 - Morris Marina
- 1980–1984 - Morris Ital(inne języki)